# Địa tầng

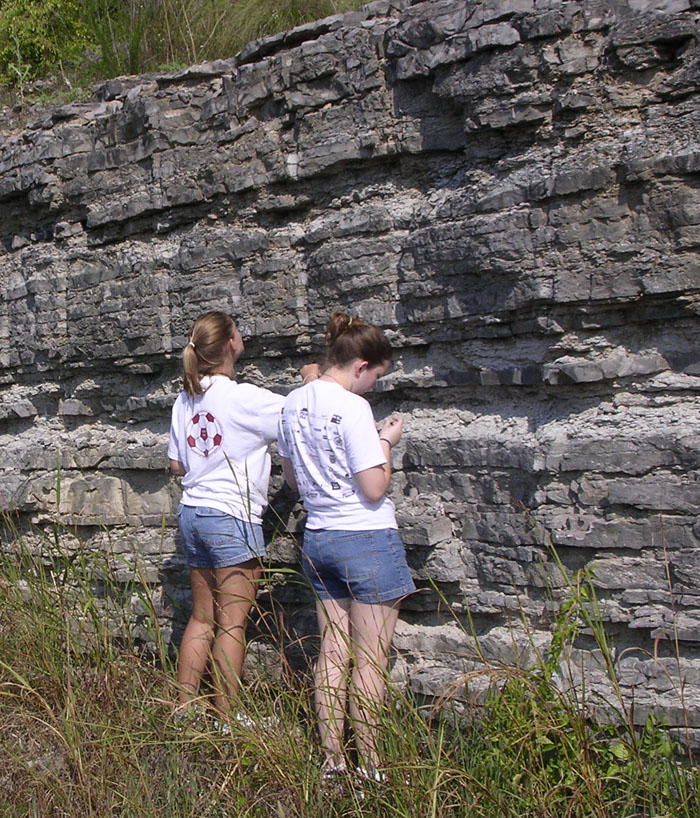
Khảo sát địa tầng tại Trung tâm Tennessee của Hoa Kỳ

Trong địa chất học và các ngành khoa học liên quan, một địa tầng là một lớp đá hay đất với các đặc trưng nhất quán nội tại có thể phân biệt được với các lớp cận kề. Mỗi lớp nói chung là một trong số các lớp song song nằm đè lên nhau, do sức mạnh tự nhiên làm trầm lắng xuống. Chúng có thể trải dài trên hàng trăm ngàn km² bề mặt Trái Đất. Các địa tầng thông thường được nhìn nhận như là các dải với màu sắc khác nhau hay các vật chất với cấu trúc khác nhau, bị lộ thiên ra tại các vách núi, các đoạn cắt bên đường, các mỏ đá hay bờ sông. Các dải riêng biệt có thể có độ dày từ vài milimét tới hàng kilômét. Mỗi dải đại diện cho một phương thức cụ thể của sự lắng đọng – phù sa ở sông, cát bãi biển, các đầm lầy chứa than, các cồn cát hay các lớp dung nham v.v.
Các nhà địa chất nghiên cứu các tầng đá và phân loại chúng theo vật liệu trong các lớp. Mỗi lớp riêng rẽ thông thường được gắn cho một tên gọi "thành hệ địa chất" (hay thành hệ, hệ tầng hoặc tằng hệ), thường là dựa trên tên gọi của điểm dân cư, sông, núi hay khu vực mà thành hệ đó bị lộ ra để có thể nghiên cứu. Ví dụ, đá phiến sét Burgess là lớp lộ thiên dày chứa đá phiến sét sẫm màu, đôi khi có hóa thạch tại dãy núi Rocky Canada gần đèo Burgess. Các khác biệt nhỏ về vật liệu trong một thành hệ có thể được miêu tả như là các "bộ phận" hay đôi khi là các "lớp". Các thành hệ được tập hợp lại thành các "nhóm". Các nhóm lại có thể tập hợp lại thành các "siêu nhóm".
Địa tầng là đơn vị cơ bản trong cột địa tầng và tạo thành nền tảng của nghiên cứu địa tầng học.

## Hình ảnh

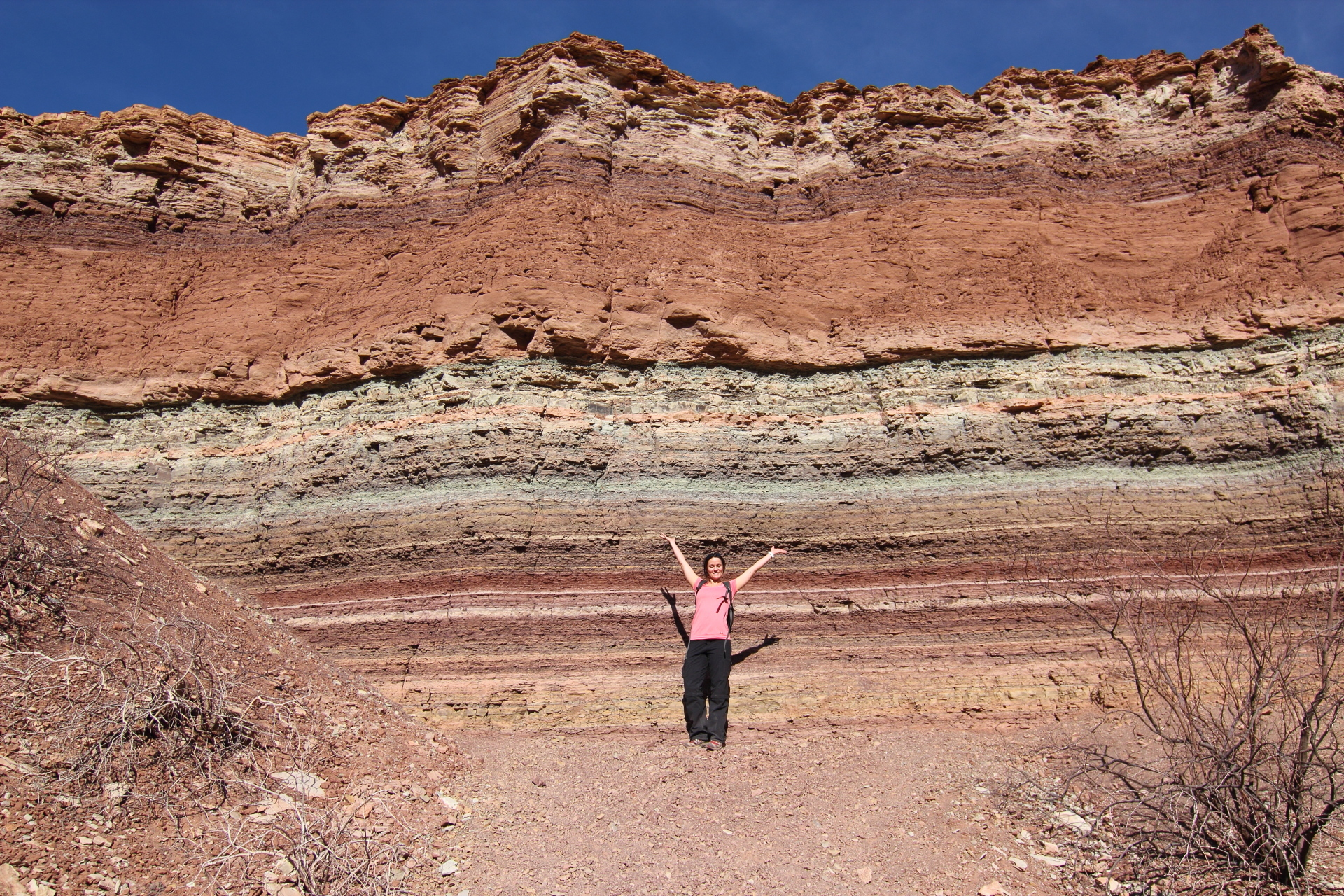
Các tầng địa chất ở Salta (Argentina)
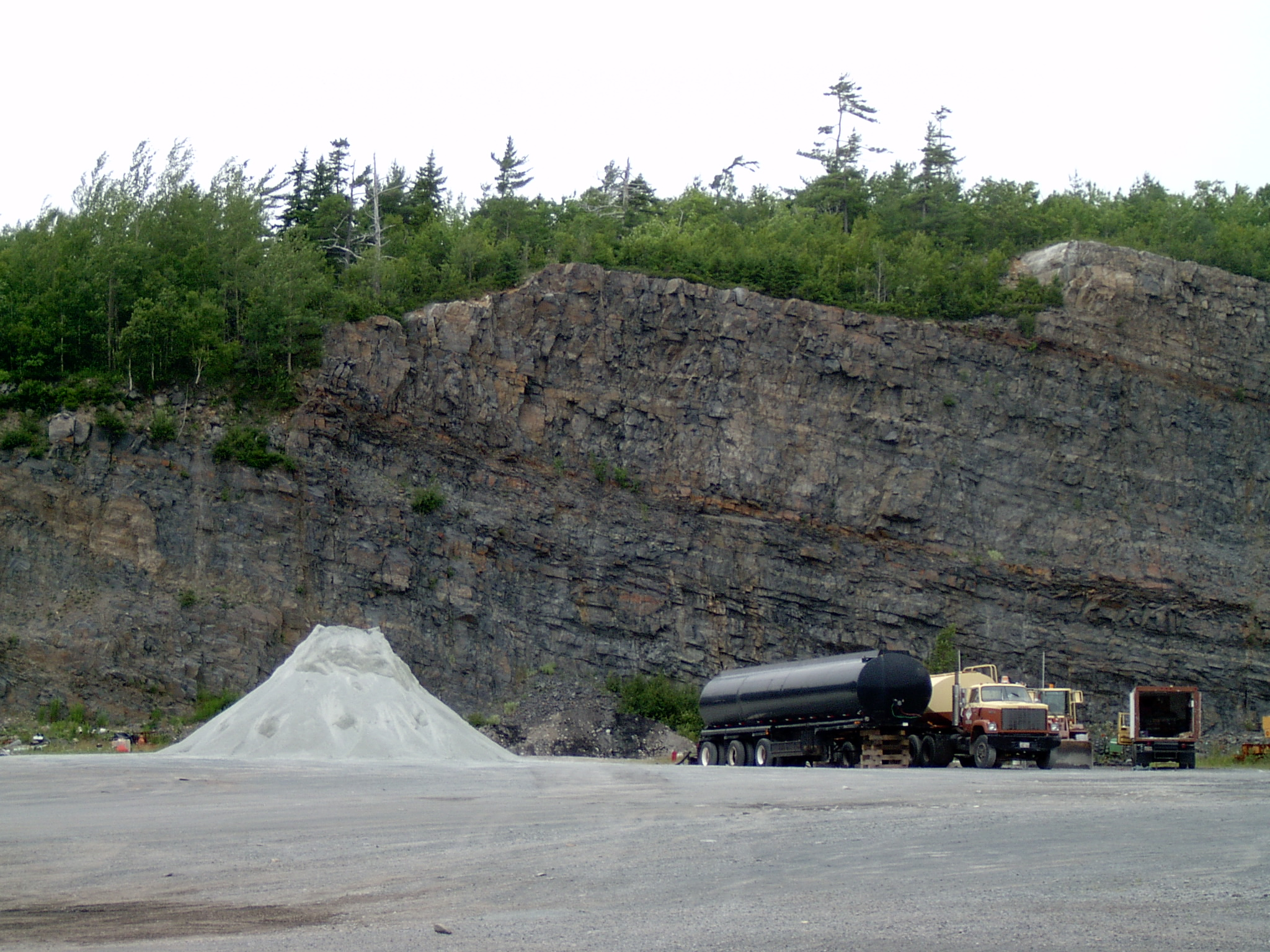
Các tầng Goldenville lộ ra tại mỏ đá ở Bedford, Canada. Nó bao gồm các lớp trầm tích đại dương dày đã trầm lắng xuống trong thời kỳ Cambri giữa và sau đó được đẩy lên trên đất liền. Thành hệ này hiện nay bao
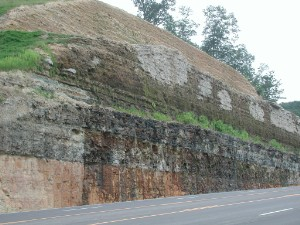
Mặt cắt đường liên bang qua các tầng đá vôi và đá phiến sét ở miền đông Tennessee
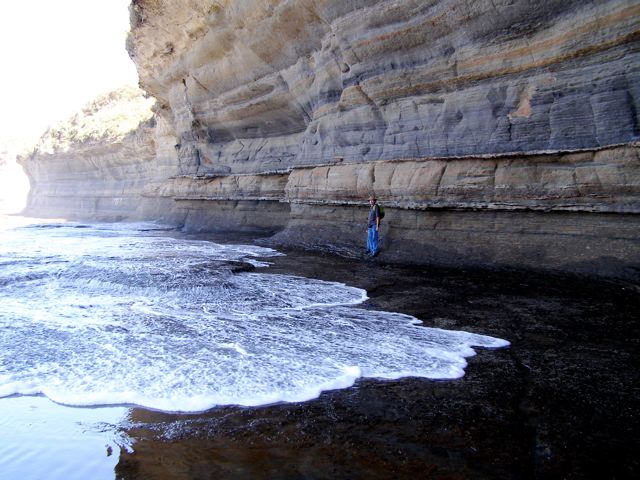
Các tầng đá tại bãi biển Depot, New South Wales